# Balla József (birkózó)
Balla József (Szőreg, 1955. július 27. – Kecskemét, 2003. március 17.) olimpiai ezüstérmes magyar szabadfogású birkózó, edző.

## Sportpályafutása
1971-ben kezdett birkózni. Két év múlva már a felnőtt magyar bajnokságon szerzett bronzérmet. Ugyanebben az évben az Ifjúsági Barátság Versenyen szerzett aranyérmet. 1974-ben magyar bajnok lett. A junior Európa-bajnokságon ezüstérmet szerzett. A következő évben junior világbajnok, felnőtt Európa-bajnoki ezüstérmes és vb negyedik lett. Az 1976-os olimpián második helyezett, az Európa-bajnokságon ötödik lett.
1977-ben világbajnoki bronzérmes, az Európa-bajnokságon negyedik volt. A következő évben a vb-n helyezetlen volt. Az Európa-bajnokságon második helyen végzett. 1979-ben Eb ötödik helyezést ért el. Az 1980-as olimpián ismét ezüstérmes volt, az Európa-bajnokságon negyedik lett.
1981-ben a világbajnokságon hatodik helyezett lett. Az Európa-bajnokságon harmadik ezüstérmét szerezte meg. A következő évben ötödik volt a világbajnokságon. 1983-ban Budapesten Európa-bajnokságot nyert.
1985-től a +130 kilogrammos súlycsoportban versenyzett. Ebben az évben vb ezüstérmes és Eb 4. volt. 1986-ban a vb-n és az Eb-n is egyaránt ötödik lett. 1987-ben Eb ötödik helyezéssel fejezte be versenyzői pályafutását.
Ezt követően edzőként tevékenykedett. 1987-től között a Kecskeméti SC edzője volt. 1987 és 1991 között a Kecskeméti SC és a szabadfogású junior válogatott kapitánya volt. 1991-től a kecskeméti önkormányzat sportosztályát vezette. 1992-től a felnőtt válogatott edzője lett. 1996 decemberétől 2000-ig a magyar válogatott szövetségi kapitánya volt.

## Díjai, elismerései
- Az év magyar birkózója (1976)
- a FILA érdemrend arany fokozata (1994)
- Kiváló nevelő munkáért (1996)
- Mesteredző (1998)
- Magyar Köztársasági Arany Érdemkereszt (2000)

## Emlékezete
- Balla József Birkózó Alapítvány
- Balla József Emlékverseny